# Adriano Birtig
Adriano Birtig (Udine, 12 maggio 1940) è un ex calciatore italiano, di ruolo attaccante.

## Caratteristiche tecniche
Giocò nel ruolo di centravanti.

## Carriera
Giocò in Serie A con l'Udinese.